# براوليو ألونسو
براوليو ألونسو (بالإنجليزية: Braulio Alonso)‏ هو مدرس أمريكي، ولد في 16 ديسمبر 1916 في Ybor City ‏ في الولايات المتحدة، وتوفي في 5 يونيو 2010 في تامبا في الولايات المتحدة.